# M48 Patton
El M48 Patton es un carro de combate, tercer tanque de la serie Patton, que recibieron este nombre por el General George S. Patton, comandante del Tercer Ejército estadounidense durante la Segunda Guerra Mundial y uno de los militares estadounidenses que abogaba por el empleo de carros de combate en el campo de batalla. El M48 Patton también sirvió como tanque intermedio hasta ser sustituido por el primer "carro de combate principal" del Ejército de los Estados Unidos, el M60 Patton. El M48 serviría con el Ejército estadounidense y los Marines como carro de combate principal durante la guerra de Vietnam. Fue un blindado profusamente utilizado por los aliados de los Estados Unidos durante la Guerra Fría, especialmente por otros países de la OTAN.
El M48 Patton fue diseñado para sustituir a los anteriores M47 Patton y M4 Sherman. Aunque guardaba cierto parecido con respecto al M47, el M48 era un diseño completamente nuevo. Algunos modelos de M48A5 sirvieron hasta bien entrada la década de 1980 en Estados Unidos. En el resto del mundo, hay carros M48 que permanecen en servicio en varias Fuerzas Armadas. El M48 fue el último carro de combate estadounidense en montar el cañón de 90 mm. La variante M48A5 está modernizada para llevar el cañón de 105 mm estándar del M60. 
El Ejército turco es actualmente el mayor operador del M48, los cuales han sido modernizados, aunque no están en servicio activo, sino en la reserva, y se prevé retirarlos pronto.

## Evolución
En febrero de 1951, el Ejército inició el diseño del nuevo tanque, designado como el tanque T-48 de 90 mm (la letra "T" del prefijo sería reemplazada por el prefijo "X" que comienza con el tanque de la serie M60).
Para enero de 1952, los oficiales del Ejército estaban considerando si el tanque medio T42 más ligero se adaptaba mejor a la doctrina preferida por el Departamento de Artillería que pedía tanques más ligeros y ágiles.
Una modernización más profunda que la M46 y la M47, la M48 presentó una nueva torreta hemisférica, un casco rediseñado similar al tanque pesado T43 y una suspensión mejorada. La posición del artillero de la máquina del casco fue eliminada, reduciendo la tripulación a cuatro. En abril de 1953, el Ejército estandarizó el último de los tanques de la serie Patton como el Gun Tank M48 Patton de 90 mm.
En abril de 1952, Chrysler Corporation comenzó la producción del M48 en su planta de Newark, Delaware. El tanque fue bautizado después del fallecido general George S. Patton en su debut público en la planta de Chrysler en julio. General Motors y Ford Motor Company produjeron el tanque en Míchigan. También en julio, el Ejército otorgó a American Locomotive Company un contrato de $ 200 millones para producir el tanque. En diciembre, Chrysler recibió pedidos inicialmente destinados a la American Locomotive Company, después de que el Ejército ordenó recortes de producción en su programa de tanques. Bajo el modelo de "único productor eficiente" del secretario de Defensa Charles Erwin Wilson, el Ejército fue dirigido a reducir el número de contratistas que producen cada modelo de tanque. General Motors ofertó a Chrysler, y en septiembre de 1953, el Secretario del Ejército Robert T. Stevens otorgó a la división Fisher Body de GM un contrato de $ 200 millones para convertirse en el único productor del M48. La decisión suscitó escepticismo en los legisladores. El senador Estes Kefauver señaló que la medida dejaría a GM como el único productor de tanques ligeros y medianos cuando Chrysler cerró la producción de M48 en abril de 1954. El Departamento de Defensa fue llamado al Comité de Servicios Armados del Senado en enero de 1954 para defender la decisión del único productor. Durante las audiencias, el subsecretario del ejército, John Slezak, dijo que la medida reducía los costos y que varios productores no eran necesarios para satisfacer las necesidades cada vez menores de nuevos tanques del ejército.
Meses después, Chrysler subestimó a GM en la nueva ronda de propuestas. En septiembre de 1954, el Ejército otorgó a Chrysler un contrato exclusivo de $ 160.6 millones para reiniciar la producción. En noviembre de 1955, el Ejército otorgó a Alco Products un contrato de $ 73 millones para comenzar a producir 600 M48A2 el próximo año. Alco optó por cerrar su negocio de tanques cuando finalizó su contrato en julio de 1957. En mayo de 1957, el Ejército otorgó a Chrysler, el único postor, un contrato de $ 119 millones para continuar la producción del M48A2 en Delaware y Muskegon, Míchigan.
En 1960, la Oficina de Contabilidad del Gobierno, que investigaba el desempeño de los tanques del Ejército y la Marina, encontró que los M48 y M48A1 eran "vehículos gravemente defectuosos". En noviembre, una investigación de los Servicios Armados de la Cámara de Representantes corroboró en gran medida el informe de la GAO, que había sido cuestionado por el Secretario del Ejército Wilber M. Brucker.
Casi 12,000 M48 se construyeron desde 1952 hasta 1959. Los primeros diseños, hasta el M48A2C, fueron impulsados por un motor de gasolina de 12 cilindros y un generador auxiliar de 1 cilindro (llamado "Little Joe"). Las versiones con motor de gasolina le dieron al tanque un rango de operación más corto y eran más propensas a incendiarse cuando se golpeaban. Aunque se consideraron menos confiables que las versiones con motor diésel, numerosos ejemplos vieron el uso del combate en varios conflictos árabe-israelíes. El bajo punto de inflamación del fluido hidráulico utilizado en los mecanismos de retroceso y los sistemas hidráulicos para rotar armas o dispositivos de puntería era inferior a 212 °F (100 °C) y podría provocar una bola de fuego en el compartimiento de la tripulación cuando las líneas se rompieran. El fluido no era exclusivo del M48 y ya no se usa en vehículos blindados de combate, ya que fue reemplazado por un fluido hidráulico resistente al fuego. A partir de 1959, la mayoría de los M48 estadounidenses se actualizaron al modelo M48A3, que contaba con una planta de energía diésel más confiable y de mayor alcance. Los M48 con motores de gasolina, sin embargo, todavía estaban en uso en el Ejército de los EE. UU. Hasta 1968, y hasta 1975 por muchas unidades del Ejército de Alemania Occidental.

### M48A3
En febrero de 1963, el Ejército de los EE. UU. Aceptó el primero de los 600 tanques M48 Patton que se habían convertido a M48A3, y en 1964 el Cuerpo de Marines de los EE. UU.. Recibió 419 tanques Patton. El modelo A3 introdujo el motor diésel, contrarrestando las características de las versiones anteriores de incendiarse. Estos Patton fueron desplegados para la batalla en Vietnam. Debido a que todos los tanques M48A3 eran conversiones de modelos anteriores, muchas características variaban entre los ejemplos individuales de este tipo. Los tanques M48A3 podrían tener tres o cinco rodillos de soporte en cada lado y podrían tener el tipo de faro anterior o posterior.

### M48A5
A mediados de la década de 1970, el vehículo fue modificado para llevar el cañón más pesado de 105 mm. La designación original del programa fue XM736. La designación se cambió posteriormente a M48A3E1 y finalmente se estandarizó como M48A5. Se utilizaron tantos componentes de la M60A1 como fue posible. A Anniston Army Depot se le otorgó un contrato para convertir 501 tanques M48A3 al estándar M48A5 y esto se completó en diciembre de 1976. Estos primeros M48A5 eran esencialmente tanques M48A3 con el cañón de 105 mm agregado. Retuvieron la cúpula M1 armada con una ametralladora de cal .50.
Basado en la experiencia israelí en la actualización de los tanques de la serie M48, se incluyeron cambios adicionales a partir de agosto de 1976. Estos incluyeron el reemplazo de la cúpula M1 por una cúpula tipo Urdan de bajo perfil que montaba una ametralladora M60D para uso del comandante del tanque. Una segunda ametralladora M60D fue montada en el techo de la torreta para ser utilizada por el cargador. El almacenamiento interno de municiones para el cañón principal de 105 mm también se incrementó a 54 disparos. Estos tanques recibieron inicialmente la designación M48A5API; pero, después de que las conversiones tempranas se llevaran a la norma posterior, se eliminó el API y estos tanques se conocían simplemente como M48A5.
Además de la conversión de tanques M48A3, también se desarrolló un proceso de conversión adicional para llevar los tanques M48A1 al estándar M48A5. Para marzo de 1978, 708 tanques M48A5 se habían convertido del modelo M48A1.
El trabajo continuó hasta diciembre de 1979, momento en el cual se convirtieron 2069 M48A5.
La gran mayoría de los tanques M48A5 en servicio con unidades del Ejército de los EE. UU. Fueron asignados a la Guardia Nacional y las Unidades de Reserva del Ejército. Una excepción notable fue la Segunda División de Infantería en la República de Corea, que reemplazó sus tanques M60A1 con los M48A5, que llegaron en junio y julio de 1978. En los tanques de la Segunda División de Infantería M48A5, la M60D del comandante fue reemplazada por una ametralladora M2 de calibre.
A mediados de la década de 1990, los M48 fueron eliminados del servicio de los Estados Unidos. Muchos otros países, sin embargo, continuaron usando estos modelos M48.

## Historial en combate

### Vietnam
Antes de Vietnam estuvo operativo en la Brigada de Berlín, fue visto en el incidente de Checkpoint Charlie, donde varios M48 Patton y T55 estuvieron cara a cara a menos de 200 metros, con máxima tensión por si el enemigo hacia algún movimiento brusco. El M48 vio una acción extensa con el ejército de los Estados Unidos durante la guerra de Vietnam. Más de 600 Patton se desplegarían con las fuerzas estadounidenses durante esa guerra. Los M48 iniciales primero aterrizaron con los batallones de tanques marinos de Estados Unidos primero y tercero en 1965, y el quinto batallón de tanques marinos más tarde se convirtió en una unidad de respaldo/refuerzo. Los restantes Patton desplegados en Vietnam del Sur se encontraban en tres batallones del Ejército de EE. UU., A saber, la Armadura 1-77 cerca de la ZDM (67 M48A2C (23 tanques suministrados por el Centro de Entrenamiento del Ejército de EE. UU. En Fort Knox, KY, EE. UU. , EE. UU., EE. UU.) Los tanques fueron utilizados por la Armadura 77 desde agosto de 1968 hasta enero de 1969. Estos se reemplazaron posteriormente por M48A3s), la Armadura 1-69 en las Tierras Altas Centrales del centro de Vietnam del Sur y la Armadura 2-34 colocada cerca del Delta del Mekong. Cada batallón constaba de aproximadamente 57 tanques. Los M48 también fueron utilizados por los Escuadrones de Caballería Acorazados en Vietnam hasta que fueron reemplazados por los Vehículos de Asalto Aerotransportado de Reconocimiento Sheridan M551 (ARAAV) en los Escuadrones de Caballería Divisionales. Los tanques M48A3 permanecieron en servicio con el 11.º Regimiento de Caballería Blindada hasta que la unidad se retiró del conflicto. El tanque de llamas M67A1 (apodado Zippo) era una variante M48 usada en Vietnam. Desde 1965 hasta 1968, 120 tanques de M48A3 estadounidenses fueron cancelados.
El M48 Patton tiene la distinción de desempeñar un papel único en un evento destinado a alterar radicalmente la conducta de la guerra blindada. Cuando las fuerzas de los Estados Unidos comenzaron las operaciones de redistribución, muchos de los Patton M48A3 fueron entregados a las fuerzas del Ejército de la República de Vietnam (ARVN), en particular, creando el 20.º Regimiento de Tanques ARVN del tamaño de un batallón; que complementa sus unidades M41 Walker Bulldog. Durante la Ofensiva de Pascua del Ejército de Vietnam del Norte (NVA) en 1972, los choques de tanques entre las unidades NVA T-54/PT-76 y ARVN M48/M41 se convirtieron en algo común. Pero, el 23 de abril de 1972, un grupo de infantería NVA atacó a los petroleros del 20.º Regimiento de Tanques, que estaba equipado con el nuevo misil antitanque de 9M14M Malyutka (designación de la OTAN: Sagger). Durante esta batalla, un tanque Patton M48A3 y un Vehículo de asalto de caballería blindado M113 (ACAV) fueron destruidos, convirtiéndose en las primeras pérdidas del misil Sagger; pérdidas que se harían eco en una escala aún mayor un año después durante la guerra de Yom Kipur en el Medio Oriente en 1973. El 2 de mayo, el 20.º Regimiento de Tanques había perdido todos sus tanques por el fuego enemigo. Durante el primer mes de la Primera Batalla de Quảng Trị, se perdieron un total de 110 ARVN M48 Pattons.
Los M48 se desempeñaron admirablemente en Vietnam en el papel de apoyo a la infantería. Sin embargo, hubo pocas batallas de tanques contra tanques reales. Uno fue entre la Armadura 1-69 de EE. UU. y los tanques anfibios ligeros PT-76 del Regimiento Blindado NVA 202 en Ben Het Camp en marzo de 1969. Los M48 brindaron protección adecuada para su tripulación contra armas pequeñas, minas y granadas propulsadas por cohetes. Los M48 y los M41 de Vietnam del Sur lucharon en la Ofensiva de Primavera de 1975. En varios incidentes, el ARVN derrotó exitosamente los tanques NVA T-34 y T-55 e incluso redujo la ofensiva del Norte. Sin embargo, debido a la escasez de combustible y municiones que enfrentan los militares de Vietnam del Sur debido a la prohibición impuesta por el Congreso de los EE. UU. a la financiación y suministro adicionales de equipo militar y logística al país, los tanques de fabricación estadounidense pronto se quedaron sin municiones y combustible. y fueron rápidamente abandonados al NVA, que luego los puso a su servicio después de que terminó la guerra en mayo de 1975. En total, 250 de los M48A3 del ARVN fueron destruidos y capturados y los capturados (al menos 30) solo se usaron brevemente antes de ser eliminados. y se convirtió en exhibiciones conmemorativas de guerra en todo Vietnam.
Los M48, junto con los Centuriones del 1.er Regimiento Blindado australianos de 20 libras (84 mm), fueron los únicos vehículos en uso por parte anticomunista en la guerra de Vietnam que podrían proteger razonablemente a sus tripulaciones de las minas terrestres. A menudo se usaban para operaciones de limpieza de minas a lo largo de la Carretera 19 en las Tierras Altas Centrales, una carretera pavimentada de dos carriles entre An Khe y Pleiku. Los convoyes diarios se movían en ambos sentidos a lo largo de la Autopista 19. Estos convoyes eran detenidos cada mañana mientras la carretera era barrida en busca de minas. En ese momento, los soldados caminaban lentamente sobre los hombros sucios de la carretera con detectores de minas manuales. Durante este lento proceso, los convoyes se convertirían en un objetivo peligroso para el enemigo, especialmente sus guerrilleros y partidarios. Como resultado, se improvisó un método más rápido, el "Thunder Run", en el que una M48 se alineaba a cada lado de la carretera, con una pista en el hombro de tierra y la otra pista en el asfalto, y luego con todas las armas disparando, corrieron a una posición designada millas de distancia. Si los M48 lo lograron sin golpear una mina, el camino estaba despejado y los convoyes podrían continuar. En la mayoría de los casos, un M48 que golpeó una mina terrestre en estas operaciones solo perdió una o dos ruedas en la explosión; rara vez hubo daños en el casco que se consideraran "totalizando" (destruyendo totalmente) el tanque.

### Guerras Indo-Pakistaní
M47 y M48 fueron utilizados en la guerra de tanques por el Ejército de Pakistán contra los tanques soviéticos T-55, británicos Centuriones y M4 Sherman de los EE. UU. Tanto en la Guerra Indo-Pakistaní de 1965 como en la siguiente guerra en 1971 con al menos algo de bueno resultados Durante la Operación Grand Slam, las fuerzas de tanques pakistaníes, que comprenden principalmente los tanques M47 y M48 Patton, empujaron a través de las líneas de defensa indias rápidamente y derrotaron rápidamente a los contraataques blindados del ejército indio. Los pakistaníes utilizaron aproximadamente el valor de los tanques de una división en la operación, aunque no todos eran Patton, con Shermans mejorados incluidos también. En contraste, el tanque Patton de Pakistán no pudo cumplir con sus altas expectativas en la Batalla de Asal Uttar en septiembre de 1965, donde se perdieron cerca de 97 tanques paquistaníes, la mayoría de ellos Patton (M47 y M48). Más tarde, el tanque Patton fue el principal tanque pakistaní en la batalla de Chawinda y su desempeño en esa batalla se consideró satisfactorio contra la armadura india.
El Patton fue usado más tarde por Pakistán nuevamente, esta vez, en la Guerra Indo-paquistaní de 1971. Un contraataque encabezado por los 13 Lanceros y las 31as unidades del ejército de Caballería fue derrotado por la 54 División Indígena en la Batalla de Barapind en diciembre de 1971. La India estableció más tarde un memorial de guerra temporal llamado "Patton Nagar" (o "Ciudad de Patton") en el distrito de Khemkaran en Punjab, donde se exhibieron los tanques de Patton paquistaníes capturados durante un corto período de tiempo antes de ser desechados o enviados. India para uso como monumentos de guerra y memoriales militares.
Al analizar su desempeño general en sus guerras con India, el ejército paquistaní sostuvo que ambas partes tenían a Patton en una estima bastante alta y que las tácticas de combate eran las culpables de su total derrota y la siguiente debacle en Asal Uttar. Sin embargo, un estudio de posguerra realizado en Estados Unidos sobre las batallas de tanques en el sur de Asia concluyó que la armadura de Patton podía, de hecho, ser penetrada por el cañón de tanques de 20 libras (84 mm) del Centurión (que luego fue reemplazado por el aún más exitoso L7 de 105 mm en la versión Mk. 7 que India también poseía, así como el cañón de 75 mm del tanque ligero AMX-13).

### Medio Oriente
Los M48 también se usaron con resultados mixtos durante la Guerra de los Seis Días de 1967. En el frente de batalla del Sinaí, los M48 israelíes armados con el entonces avanzado cañón L7 de 105 mm con cañones fueron utilizados con considerable éxito contra los IS-3 egipcios, T-54/55, T-34/85 y SU-100 suministrados por la Unión Soviética durante las décadas de 1950 y 1960 como en la Segunda Batalla de Abu-Ageila. Sin embargo, en el frente de guerra de Cisjordania, los M48 de Jordania (Jordania fue también un usuario del M48 Patton al igual que Israel en el mismo período de tiempo) a menudo fueron derrotados por los centuriones de 105 mm armados y los M4 Shermans mejorados de la época de la Segunda Guerra Mundial (los M-51 armados con cañones de tanques de 105 mm construidos en Francia (no para confundirse con el cañón de tanque británico L7 de 105 mm)) En términos puramente técnicos, los Patton eran muy superiores a los Shermans mucho más antiguos, con disparos a más de 1000 metros simplemente mirando la armadura del M48. Sin embargo, el principal de 105 mm El arma de los Sherman de Israel disparó una ronda de HEAT diseñada para derrotar al tanque soviético T-62, que fue la respuesta de la URSS. Al sucesor de M48 en el servicio estadounidense, el M60 Patton. El fracaso general de los Patton jordanos en Cisjordania también podría atribuirse a la excelente superioridad aérea israelí. El ejército israelí capturó unos 100 tanques jordanos M48 y M48A1 y los puso en servicio en sus propias unidades después de la guerra, como el igual que en el caso de los APC M113 jordanos que tomaron durante la guerra.
Israel usó 445 tanques M48 en 1973 durante la guerra de Yom Kipur. Del 15 al 18 de octubre, los tanques M48 participaron en la batalla de tanques más grande de la guerra: la batalla de la granja china. La batalla involucró a la 21 División Blindada egipcia (136 tanques) y las 143 y 162 Divisiones Blindadas israelíes (más de 300 tanques). La batalla terminó con una victoria israelí. Ambos bandos perdieron una gran cantidad de tanques en esta batalla. En la noche del 15/16 de octubre, la 14.ª Brigada israelí de la 143.ª División perdió 70 tanques de los 97. Entre el 16 a las 9:00 y el 17 a las 14:00, las 143 y 162 Divisiones israelíes perdieron 96 tanques. Al 18 de octubre, la 21 División blindada egipcia no tenía más de 40 tanques restantes de los 136 tanques originales disponibles al inicio de la batalla.
Aparte de las Fuerzas de Defensa de Israel (FDI), el M48 también era operado por el Ejército del Líbano, la milicia cristiana de las Fuerzas del Líbano, la milicia del Ejército de Liberación Popular del Partido Socialista Progresista Druze y el Ejército del Líbano (SLA) respaldado por Israel en la Guerra. El 10 de junio de 1982, ocho M48A3 israelíes, dos M60A1 y al menos tres APC M113 se perdieron en una emboscada exitosa de tanques T-55 sirios y vehículos de combate de infantería BMP-1 (IFV) durante la batalla de Sultan Yacoub en 1982.
El ejército libanés todavía opera alrededor de 100 M48s. En 2007, durante el conflicto del norte de Líbano en 2007, los M48 del Ejército libanés bombardearon puestos de avanzada militantes ubicados en un campo de refugiados.
Junto con el M47, los tanques M48 fueron utilizados por las Fuerzas Armadas turcas durante la invasión turca de Chipre en 1974. Las Fuerzas Armadas turcas en el norte de Chipre continúan utilizando tanques M48 hoy.
Cuando comenzó el conflicto kurdo-turco, las Fuerzas Armadas turcas tenían varios M48. Estos se usaron a lo largo de los años 80 y 90 como artillería estática y se usaron para defender los perímetros de base militar de los ataques enemigos.
Los tanques iraníes M48 se utilizaron ampliamente en la guerra Irán-Irak desde 1980 hasta 1988, donde enfrentaron a los T-55, T-62 y T-72 iraquíes, junto con los M60 Patton, en un combate feroz y duro con sus enemigos iraquíes, con resultados mixtos. Los M48 de la 37.ª Brigada Acorazada se usaron en la Batalla de Abadan. Aproximadamente 150 de los M48 se perdieron solo en esta batalla de tanques.

### África
En 1973, Marruecos recibió sus primeros M48A3. A fines de la década de 1970, se habían producido nuevas entregas de M48A5 y la actualización a M48A5 se logró a nivel local con la ayuda de consultores de EE. UU. En 1987, un envío final de 100 tanques M-48A5 de la Guardia Nacional de Wisconsin fue entregado al ejército marroquí. Hay informes no confirmados de entregas de M48A5 israelíes durante los años ochenta. Los tanques se utilizaron en el desierto del Sáhara Occidental contra guerrilleros del Polisario con gran éxito. El sistema superior de control de incendios del M48 y las rondas APFSDS resultaron ser fatales para los T-55 del Polisario.
Pakistán utilizó los M48 Patton mientras reforzaba a las tropas estadounidenses durante la Batalla de Mogadiscio en 1993.

## Usuarios

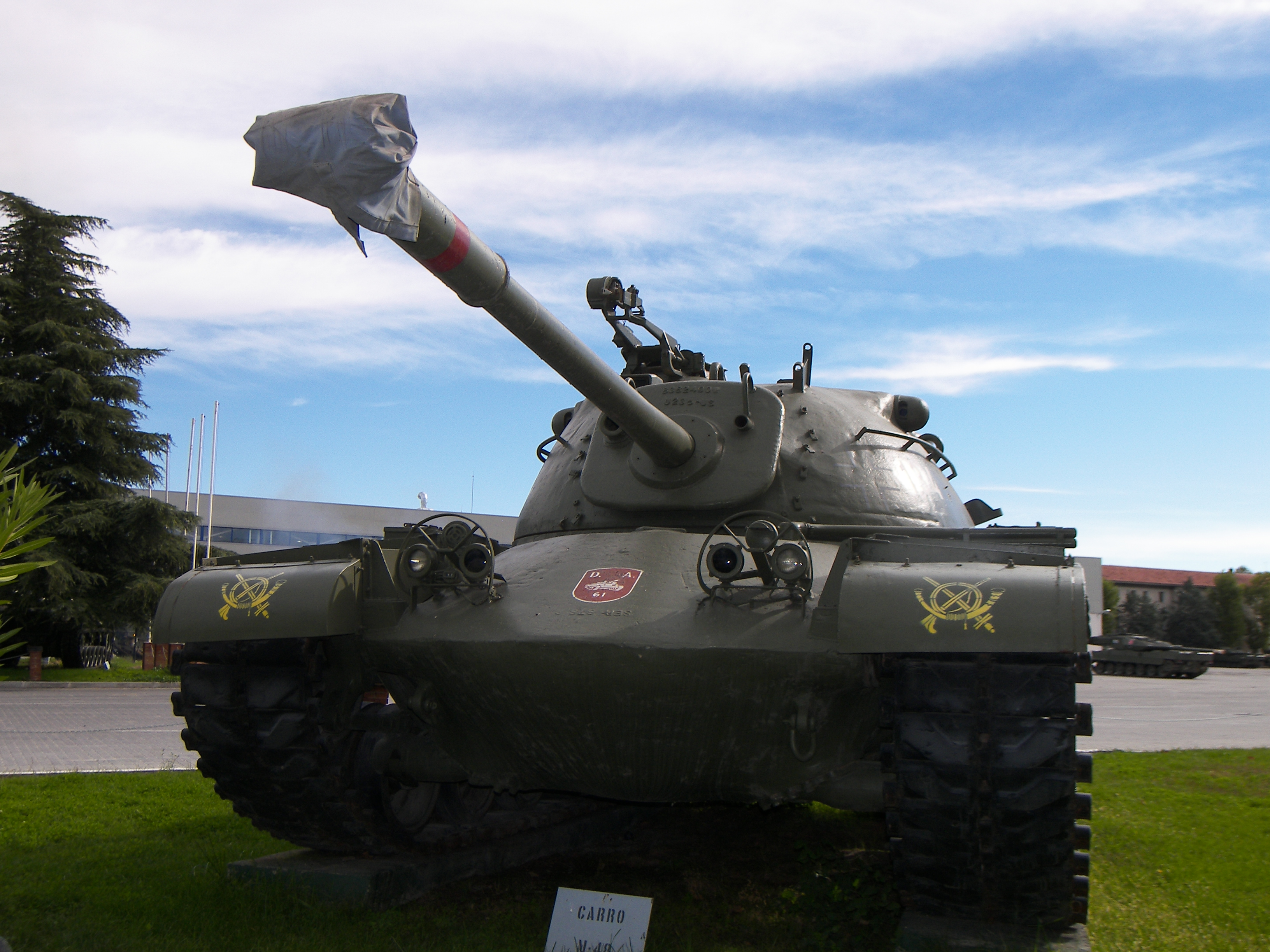
M48 Patton retirado del Ejército de Tierra de España expuesto en el Museo de Medios Acorazados de El Goloso.

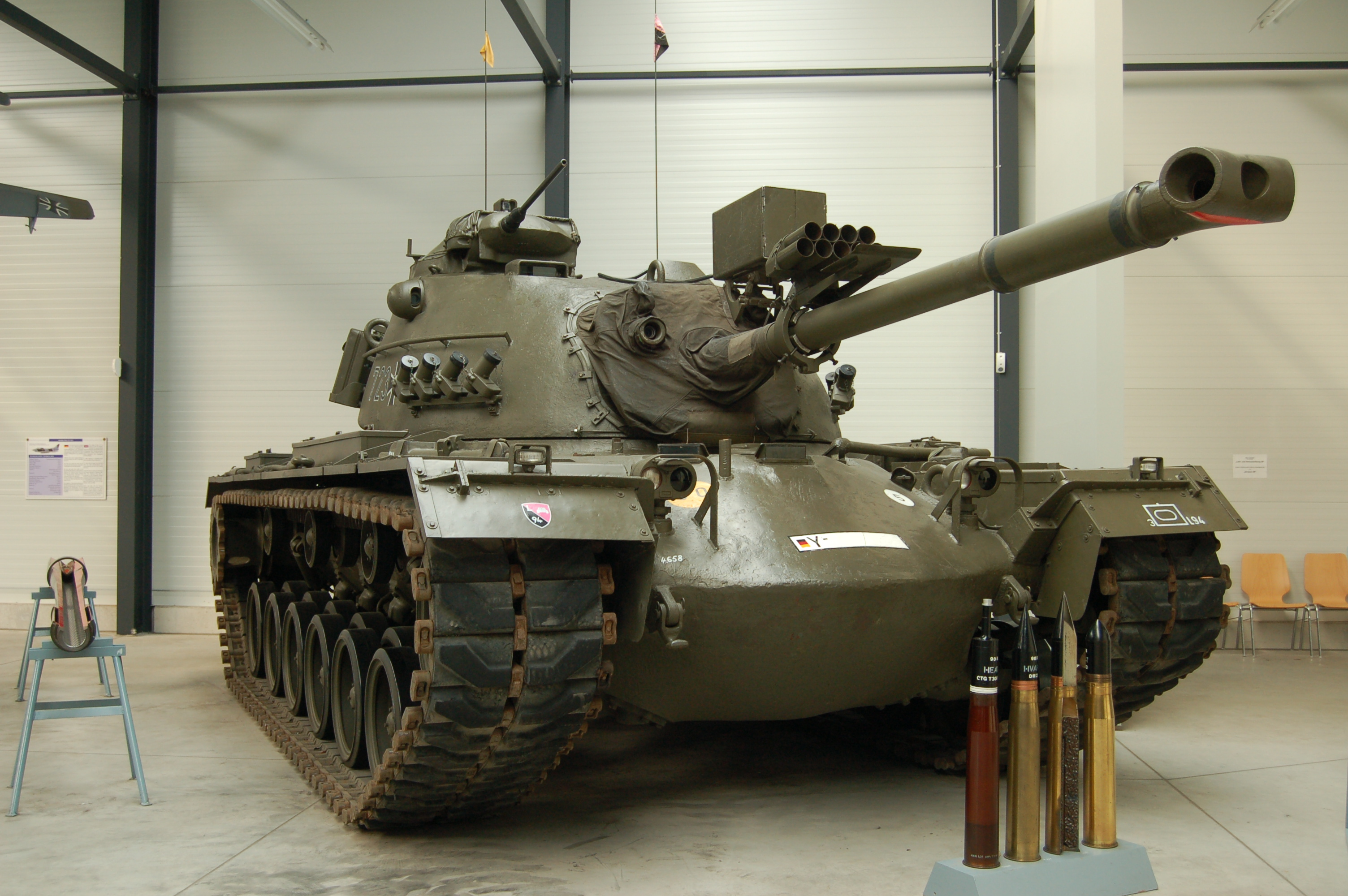
M48A2C expuesto en un museo de Alemania.

### Actuales
- Corea del Sur

850 M48A5K, reemplazados por el K1A1
- Grecia

390 M48A5 MOLF dados de baja en el 2008.
- Irán

80, usados como base para el diseño de la construcción de un carro de combate local, el Zulfiqar.
- Israel

561, convertidos en Magach 5
- Jordania

200.
- Líbano

104 M48A1 y M48A5.
- Pakistán

345 M48A5.
- República de China

Manufacturados localmente con mejoras en el cañón y el sistema de tiro, 450 CM-11, 100 CM-12
- Tailandia

150 M48A5.
- Túnez

28.
- Turquía

(1200) 525 M48, 250 M48, 1350 M48 y 750 M48 en proceso de retiro, hasta el 2012.
- Vietnam

20 M48.

### Listas relacionadas
- Anexo:Materiales históricos del Ejército de Tierra de España desde la posguerra